# نادیتسا بوژانیچ
نادیتسا بوژانیچ (صربی: Nadica Božanić؛ ۱۳ مارس ۲۰۰۱) تکواندوکار زن اهل صربستان بود.